# Maikel Aerts
Maikel Aerts est un footballeur néerlandais né le 26 juin 1976 à Eindhoven.

## Palmarès
- FC Den Bosch
  - Champion de Eerste divisie en 2001.
- Hertha Berlin
  - Champion de 2.Bundesliga en 2011.